# Mårran (musikalbum)
Mårran är den svenska rockgruppen Mårrans debutalbum. Albumet utgavs ursprungligen på CD i mars 2012 och utkom på LP i januari 2013.
Albumet är tydligt influerat av 70-talets hårdrock och texterna är på svenska. Albumet producerades av Max Lorentz. Låten "Del av mitt liv" gästas av gitarristen Richard Rolf från 70-talsgruppen November. Albumets omslagsbild består endast av gruppens logotyp som är gjord av formgivaren Ola Österling.

## Låtlista
1. Än sen (Musik-Mårran/Text-Binge-Korsmoe)
2. Folkvisa från Helvetet (Om du dör för mig) (Musik-Mårran/Text-Lorentz)
3. Syster Blå (Trollpolska från Älvdalen) (Musik-Mårran/Text-Lorentz)
4. Gärdesbrud (Musik-Mårran/Text-Lorentz)
5. Del av mitt liv (Musik-Mårran/Text-Binge)
6. Dina ögon är blå (Musik-Mårran/Text-Edman)
7. Tänk om (Musik-Mårran/Text-Lorentz)
8. Sockerflicka (Musik-Mårran/Text-Lorentz-Edman)
9. Med Lena (Musik-Mårran/Text-Lorentz)
10. Ensamma stränder (Musik-Mårran/Text-Binge-Lorentz) (endast på CD:n)
11. Gånglåt från Zinken (Musik-Mårran/Text-Binge-Lorentz)

## Medverkande
- Göran Edman – sång
- Björn "Binge" Inge – trummor
- Morgan Korsmoe – bas
- Max Lorentz – Hammondorgel
- Ludwig Larsson – gitarr
- Richard Rolf – gitarr på låt 5

## Mottagande
Skivan fick ett väldigt gott mottagande av så väl pressen som Sveriges Radio.